# Сан Хосе (департамент)
Вижте пояснителната страница за други значения на Сан Хосе.
Сан Хосѐ (на испански: San José) е един от 19-те департамента на южноамериканската държава Уругвай. Намира се в южната част на страната. Общата му площ е 4992 км², а населението е 103 104 жители (2004 г.) Столицата му е град Сан Хосе де Майо.